# 찰갑

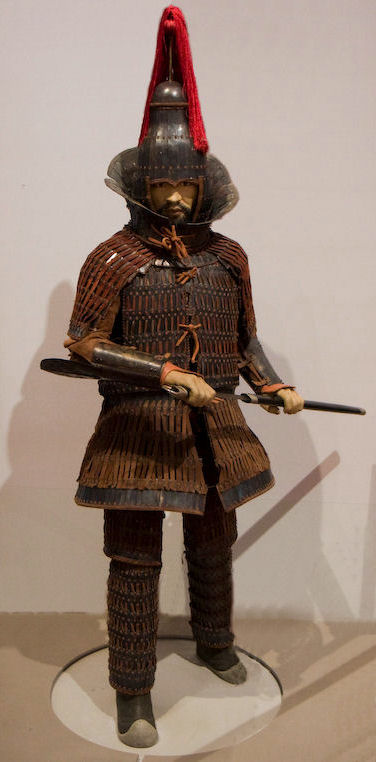
찰갑을 입은 가야무사의 복원모형.

찰갑(札甲, lamellar armour) 또는 미늘 갑옷은 작은 미늘 조각들을 이어붙여서 만든 갑옷으로, 판갑, 어린갑과 함께 가장 오래된 종류의 갑옷 중 하나이다. 한자 札은 "조각, 갑옷의 미늘"이라는 뜻이다. 영어로 lamella는 "얇은 판"을 의미한다. 영어나 중국어와 달리, 한국어에서는 비늘 갑옷이 어린갑뿐만 아니라, 찰갑을 의미할 때도 있다. 찰갑은 서유럽에서 일본에 이르기까지 넓은 지역에서 오랫동안 사용되었다.
찰갑을 만드는 데 사용되는 작은 조각들을 "소찰(小札, lamellae)"이라 한다. 이 소찰들에 구멍을 뚫고 서로 꿰어서 한 벌의 갑옷을 만든다.

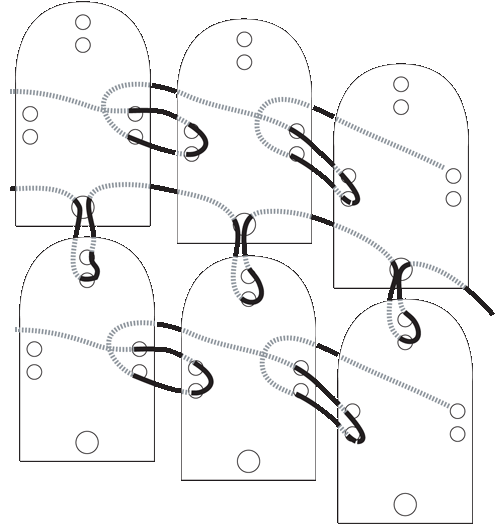
소찰을 꿰는 방법들 중 하나.

어린갑은 직물이나 가죽으로 만들어진 옷에 직접 비늘조각을 꿰어붙인다는 점에서 조각들끼리만 꿰어서 옷 위에 걸쳐입는 찰갑과 구분된다.
소찰은 금속이나 열처리한 가죽 뿐 아니라 뿔, 돌, 뼈 등 기타 여러 물질로 제작될 수 있다. 금속 소찰은 부식 방지 또는 장식의 용도로 칠을 하기도 했다. 어린갑이 직물이나 가죽옷 위에 비늘을 꿰어붙인 것과 달리 찰갑은 비늘로만 꿰어 옷 위에 걸쳐 입었다. 찰갑은 어린갑에 비해 사용자의 움직임을 제한하는 정도가 덜했기에 오리엔트 지방에서 어린갑을 누르고 널리 유행했다.

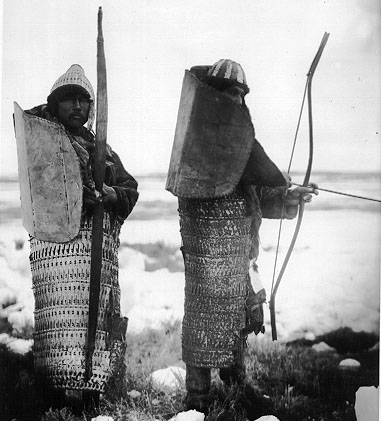
찰갑을 입은 코랴크인(1901년)

찰갑은 다른 갑옷 위에 걸쳐 입는 용도로도 사용되었는데, 특히 루스인, 몽골인, 튀르크인, 아바르인을 비롯한 스텝 유목민들이 찰갑을 애용했다.
찰갑은 기원전 17세기 고대 이집트에서도 사용된 것으로 생각된다. 수메르와 고대 이집트의 부조 조각들에서 군인들, 특히 전차병들이 입고 있는 갑옷이 찰갑으로 추측된다. 그러나 찰갑의 고고학적 증거로 간주할 수 있는 유물이 발견되기 시작하는 것은 아시리아(기원전 900-기원전 600년)에서부터이다.
찰갑은 고대로부터 16세기에 이르기까지 여러 문화권에서 널리 사용되었다. 한반도를 거쳐 일본으로 전해진 찰갑은 사무라이 갑주의 일습을 구성했다.

## 같이 보기
- 판갑
- 어린갑
- 경번갑

- 중국의 갑주
- 한국의 갑주
- 일본의 갑주
- 몽골의 갑주
- 바이킹 갑주
- 베트남의 갑주

## 참고 자료
- Robinson, H. Russell (2002). Oriental Armour. Courier Dover. ISBN 978-0-486-41818-6.